# Phaio cephalena
Phaio cephalena là một loài bướm đêm thuộc phân họ Arctiinae, họ Erebidae.